# جائزة الفن والعلم والسلام
جائزة الفن والعلم والسلام جائزة تُمنح كل ثلاث سنوات. تُعطى للفنانين والعلماء الذين عملوا من أجل السلام ورفاهية المجتمع والعالم.الجائزة مصحوبة بمبلغ مالي يمكن أن يختلف في كل إصدار.
تُمنح الجائزة من قبل لجنة تحكيم معينة من قبل المنظمة الدولية غير الهادفة للربح «مان سينتر» بالتعاون مع «المركز العالمي بين الأديان». منذ تأسيسها شغل بيير فرانكو مارسينارو منصب رئيس لجنة التحكيم.

## الفائزون بالجائزة والأسباب
- عام 2002: الكاتبة فيرناندا بيفانو، لترجمة ونشر كتاب المسالمين الأمريكيين العظماء الذين ينقلون رسالة السلام واللاعنف إلى العالم.
- عام 2005: المخرج فرانكو زافاريلي، لإخراجه أفلام «يسوع الناصري» و«الأخ الشمس والأخت مون» و«روميو وجولييت» التي عبّرت عن رسالة الأخوة والسلام في جميع أنحاء العالم.
- عام 2008: لم تمنح.
- عام 2012: البروفيسور أومبيرتو فيرونيسي، لمسيرته الطويلة المكرسة لتخفيف المعاناة ونشر المبادئ الموجهة لاحترام الإنسان في العالم.
- عام 2015: تينور أندريا بوتشيلي، لنشره بصوته رسالة عالمية للأخوة والسلام، تتجاوز كل حواجز العرق أو الجنسية أو الدين.
- عام 2018: الممثل روبيرتو بينيني، لقدرته التي لا مثيل لها على الوصول إلى قلب الجمهور من خلال نقل رسالة ذات قيمة فنية وإنسانية وروحية عالية تهدف إلى إيقاظ ضمير الفرد وتفضيل التفاهم والمحبة بين الناس والسكان.[2]